# Whitesnake
 Ovo je glavno značenje pojma Whitesnake. Za album iz 1987. pogledajte Whitesnake.
Whitesnake je britanska hard rock grupa koju je 1978. osnovao David Coverdale nakon odlaska iz grupe Deep Purple. Najveći komercijalni uspjeh postižu tijekom 80-ih nizom hitova poput "Here I Go Again", "Is This Love", "Fool For Your Loving", "Still Of The Night", itd.

## Povijest
Grupu Whitesnake godine 1977. formira, tada već bivši vođa grupe Deep Purple, David Coverdale. Grupu su vremenom činili članovi: Jon Lord, Ian Paice, Cozy Powell, Neil Murray, Bernie Marsden, Micky Moody, John Sykes, Adrian Vandenberg, Vivian Campbell, Tommy Aldridge i Steve Vai. Isprva vrlo popularni u Europi, albumom Whitesnake iz 1987. postigli su velik uspjeh i u SAD-u.

### (1977. – 1981.)
U periodu 1977. do 1981. snimaju pet albuma gdje im je primarna glazba blues rock.

Prvi album izlazi 1978. pod imenom Snakebite kao EP i na njemu se nalazi osam pjesma u dvije produkcije. Pjesme od broja 1 - 4: "Come On", "Bloody Mary", "Ain't No Love in the Heart of the City" i "Steal Away", izlaze u produkciji Martina Bircha a pjesme od broja 5 do 8 "Keep On Giving", "Me Love", "Queen of Hearts", "Only My Soul" i "Breakdown" u produkciji Rogera Glovera.
Grupu tada čine:
- David Coverdale – vokal
- Micky Moody – gitara
- Bernie Marsden – gitara
- Neil Murray – bas-gitara
- Dave Dowle – bubnjevi
- Tim Hinkley – klavir
- Alan Spenner – bas-gitara
- Tony Newman – bubnjevi
- Lee Brilleaux – harmonika
- Roger Glover – klarinet
- Graham Preskett - violina

Iste godine izdaju album Trouble. U mjesecu listopadu 1979. godine izdaju svoj treći album Lovehunter. Grupu tada napušta bubnjar Dave Dowle a umjesto njega dolazi Ian Paice

Godine 1980. u mjesecu lipnju izlazi album Ready an' Willing, a godine 1981. album Come an' Get It. Postavu banda na njemu kao i na prethodnom albumu tada čine:

- David Coverdale – vokal
- Micky Moody – gitara
- Bernie Marsden – gitara
- Jon Lord – klavijature
- Neil Murray – bas-gitara
- Ian Paice – bubnjevi

### (1982. – 1986.)
S albumom Saints & Sinners snimljenim 1982. godine, bilježe prvi veći uspjeh, ali dolazi i do većeg raspada grupe. Između ostalog grupu napuštaju gitarista Bernie Marsden i bubnjar Ian Paice, a nekoliko mjeseci poslije njih grupu napušta i Jon Lord kako bi ponovo formirao grupu Deep Purple. Među članovima grupe dogodile su se brojne promjene i nakon toga godine 1984. izdaju rock album Slide It In. Album izlazi u dva izdanja, američkom i engleskom. Grupu tada čine članovi:

- David Coverdale – vokal, klavir
- Mel Galley – gitara, vokal
- Micky Moody – gitara
- John Sykes – gitara (USA izdanje)
- Jon Lord – klavijature
- Colin Hodgkinson – bas (UK izdanje)
- Neil Murray – bas (USA izdanje)
- Cozy Powell – bubnjevi

Da bi istakli svoj identitet hard-rock-metal sastava od prvog albuma uzimaju zmiju (simbol muškog spolnog organa) za svoj zaštitni znak, pa tako na omotu albuma Slide It In, velika zmija izlazi iz ženskog dekoltea.

### (1987. – 1989.)
S albumom Whitesnake koji izlazi 10. ožujka 1987. osvajaju Ameriku. Osim prelijepe balade "Is This Love" s odličnim solom, na albumu se nalazi i veliki hit "Here I Go Again" koji se tjednima nalazio na glazbenim top listama.

Poslije izlaska albuma, David Coverdale prekida suradnju svim članovima grupe koji su snimali Whitesnake i zadržava jedino Adriana Vandenberga.

U novoj postavi koju tada čine:
- David Coverdale – vokal
- Steve Vai – prva gitara, ritam gitara, akustična gitara
- Rudy Sarzo – bas
- Tommy Aldridge – bubnjevi,

snimaju 1989. album Slip of the Tongue, međutim iako na njemu svira virtouz na gitari Steve Vai, album je jako loše prošao. Poslije toga uglavnom više ne snimaju. 1997. izdaju album Restless Heart, a 2003. David Coverdale okuplja skupinu radi jubilarne turneje 25 godina rada.

## Diskografija

### Studijski albumi
| Godina | Naziv albuma       |
| ------ | ------------------ |
| 1978.  | Snakebite          |
| 1978.  | Trouble            |
| 1979.  | Lovehunter         |
| 1980.  | Ready an' Willing  |
| 1981.  | Come an' Get It    |
| 1982.  | Saints & Sinners   |
| 1984.  | Slide It In        |
| 1987.  | Whitesnake         |
| 1989.  | Slip of the Tongue |
| 1997.  | Restless Heart     |
| 2008.  | Good to Be Bad     |
| 2011.  | Forevermore        |
| 2015.  | The Purple Album   |
| 2019.  | Flesh & Blood      |

### Live albumi
| Godina | Naziv albuma                     |
| ------ | -------------------------------- |
| 1980.  | Live at Hammersmith              |
| 1980.  | Live...In the Heart of the City  |
| 1997.  | Starkers in Tokyo                |
| 2006.  | Live: In the Shadow of the Blues |

### Kompilacijski albumi
| Godina | Naziv albuma                      |
| ------ | --------------------------------- |
| 1994.  | Whitesnake's Greatest Hits        |
| 2003.  | The Silver Anniversary Collection |
| 2004.  | The Early Years                   |
| 2006.  | The Definitive Collection         |
| 2008.  | 30th Anniversary Collection       |

### Singlovi
| Godina | Naziv skladbe                          |
| ------ | -------------------------------------- |
| 1979.  | Long Way From Home                     |
| 1980.  | Fool For Your Loving                   |
| 1980.  | Ready An' Willing                      |
| 1980.  | Ain't No Love In The Heart Of The City |
| 1981.  | Don't Break My Heart Again             |
| 1981.  | Would I Lie To You                     |
| 1982.  | Here I Go Again                        |
| 1983.  | Guilty Of Love                         |
| 1984.  | Give Me More Time                      |
| 1984.  | Love Ain't No Stranger                 |
| 1987.  | Here I Go Again                        |
| 1987.  | Is This Love                           |
| 1987.  | Still Of The Night                     |
| 1988.  | Give Me All Your Love                  |
| 1989.  | Fool For Your Loving                   |
| 1989.  | Slip Of The Tongue                     |
| 1990.  | The Deeper The Love                    |
| 1990.  | Now You're Gone                        |

## Vanjske poveznice
- Službene stranice sastava